# The Family Plan 2
Série
The Family Plan
(2023)
Pour plus de détails, voir Fiche technique et Distribution.
The Family Plan 2 est un film américain réalisé par Simon Cellan Jones et dont la date de sortie n'a pas été annoncée. C'est la suite du film The Family Plan, du même réalisateur, sorti en 2023. Produit par Apple Studios, Skydance Media et la boite de production de Mark Wahlberg, Municipal Pictures.

## Synopsis
Durant un voyage de Noël en Europe, Dan est confronté à de nouveaux problèmes[réf. nécessaire].

## Distribution des rôles
- Mark Wahlberg : Dan Morgan
- Michelle Monaghan : Jessica Morgan
- Zoe Colletti : Nina Morgan
- Van Crosby : Kylleboi
- Kit Harington
- Daniel de Bourg
- Reda Elazouar

## Production
En octobre 2024, la suite du film est lancée.
En décembre, Kit Harington et Reda Elazouar rejoignent la distribution,,,.